# Coupe du Qatar de football
La Coupe du Qatar de football, aussi appelée Amir Cup, est une compétition de football à élimination directe, organisée annuellement par la Fédération du Qatar de football et ouverte aux clubs de Première Division et de deuxième division.

## Histoire
La coupe du Qatar a subi des changements de format depuis qu'elle a été jouée pour la première fois au début des années 70.  En 1999, il a été décidé d'inclure des équipes de deuxième division avec les équipes de l'élite.  En 2004, le tournoi était planifié de telle manière que l'événement durerait cinq tours.

## Palmarès
Cette liste recense les finales de la Coupe du Qatar de football, en indiquant le vainqueur, le score et le perdant.
- 1972/73 : Al Ahly Doha 6-1 Al Rayyan Club
- 1973/74 : Qatar SC 2-1 Al Sadd Doha
- 1974/75 : Al Sadd Doha 4-3 Al Ahly Doha
- 1975/76 : Qatar SC 4-3 Al Arabi Doha
- 1976/77 : Al Sadd Doha 1-0 Al Rayyan Club
- 1977/78 : Al Arabi Doha 5-1 Al Wakrah Club
- 1978/79 : Al Arabi Doha 3-1 Al Wakrah Club
- 1979/80 : Al Arabi Doha 2-1 Al Khor
- 1980/81 : Al Ahly Doha 2-1 Qatar SC
- 1981/82 : Al Sadd Doha 2-1 Al Rayyan Club
- 1982/83 : Al Arabi Doha 1-0 Al Sadd Doha
- 1983/84 : Al Arabi Doha 3-2 Al Ahly Doha
- 1984/85 : Al Sadd Doha 2-1 Al Ahly Doha
- 1985/86 : Al Sadd Doha 2-0 Al Arabi Doha
- 1986/87 : Al Ahly Doha 2-0 Al Sadd Doha
- 1987/88 : Al Sadd Doha 4-3 Al Wakrah Club
- 1988/89 : Al Arabi Doha 2-0 Qatar SC
- 1989/90 : Al Arabi Doha 3-0 Al Wakrah Club
- 1990/91 : Al Sadd Doha 1-0 Al Rayyan Club
- 1991/92 : Al Ahly Doha 2-1 Al Rayyan Club
- 1992/93 : Al Arabi Doha 3-0 Al Sadd Doha
- 1993/94 : Al Sadd Doha 3-2 Al Arabi Doha
- 1994/95 : Al-Gharafa SC 2-1 Al Wakrah Club
- 1995/96 : Al-Gharafa SC 5-2 Al Rayyan Club
- 1996/97 : Al-Gharafa SC 1-1 (3-2 t.a.b) Al Rayyan
- 1997/98 : Al-Gharafa SC 4-3 Al Ahly Doha
- 1998/99 : Al Rayyan Club 2-1 Al-Gharafa SC
- 1999/00 : Al Sadd Doha 2-0 Al Rayyan Club
- 2000/01 : Al Sadd Doha 3-2  Qatar SC
- 2001/02 : Al-Gharafa SC 3-1 Al Sadd Doha
- 2002/03 : Al Sadd Doha 2-1 Al Ahly Doha
- 2003/04 : Al Rayyan Club 3-2 Qatar SC
- 2004/05 : Al Sadd Doha 0-0 (5-4 t.a.b) Al Wakrah
- 2005/06 : Al Rayyan 1-1 (5-4 t.a.b) Al-Gharafa SC
- 2006/07 : Al Sadd Doha 0-0 (5-4 t.a.b) Al Khor
- 2007/08 : Umm Salal 2-2 (4-1 t.a.b) Al-Gharafa SC
- 2008/09 : Al-Gharafa SC 2-1 Al Rayyan Club
- 2009/10 : Al Rayyan Club 1-0 Umm Salal Club
- 2010/11 : Al Rayyan Club 2-1 Al-Gharafa SC
- 2011/12 : Al-Gharafa SC 0-0 (4-3 t.a.b) Al Sadd
- 2012/13 : Al Rayyan Club 2-1 Al Sadd Doha
- 2013/14 : Al Sadd Doha 3-0 Al-Sailiya SC
- 2014/15 : Al Sadd Doha 2-1 El Jaish SC
- 2015/16 : Al-Duhail SC 2-2 (4-2 t.a.b) Al Sadd
- 2016/17 : Al Sadd Doha 2-1 Al Rayyan Club
- 2017/18 : Al-Duhail SC 2-1 Al Rayyan Club
- 2018/19 : Al-Duhail SC 1-0 Al Sadd Doha
- 2019/20 : Al Sadd Doha 2-1 Al-Arabi SC
- 2020/21 : Al Sadd Doha 1-1 (5-4 t.a.b) Al Rayyan Club
- 2021/22 : Al-Duhail SC 5-1 Al-Gharafa SC
- 2022/23 : Al-Arabi SC 3-0 Al Sadd Doha
- 2023/24 : Al Sadd Doha 1-0 Qatar SC
- 2024/25 : Al-Gharafa SC 2-1 Al Rayyan Club

## Titres par club
| Club           | titres                        | finales perdues |
| -------------- | ----------------------------- | --------------- |
| Al Sadd SC     | 19                            | 10              |
| Al-Arabi SC    | 9                             | 4               |
| Al-Gharafa SC  | 8 (5 en tant que Al-Ittihad)  | 5               |
| Al Rayyan Club | 6                             | 13              |
| Al Ahly Doha   | 4                             | 5               |
| Al-Duhail SC   | 4 (1 en tant que Lekhwiya)    | 0               |
| Qatar SC       | 2 (2 en tant que Al-Esteqlal) | 5               |
| Umm Salal Club | 1                             | 1               |
| Al Wakrah Club | 0                             | 6               |
| Al Khor        | 0                             | 2               |
| Al-Sailiya SC  | 0                             | 1               |
| El Jaish SC    | 0                             | 1               |